# Los Gallos
Los Gallos är en ort i Mexiko, tillhörande kommunen Atizapán de Zaragoza i delstaten Mexiko, i den centrala delen av landet. Orten hade 109 invånare vid folkräkningen 2010.